# Barranco de Viu
El barranco de Viu, o Riuet de Viu, es un barranco afluente del Rivera del Convent. Nace dentro del antiguo término de Viu de Llevata y después discurre por el antiguo término de Malpàs, desde 1970 ambos pertenecen a el Pont de Suert, en la Alta Ribagorza, provincia de Lérida (Cataluña, España).

## Descripción
El barranco se forma cerca y al sureste del pueblo de Viu de Llevata por la unión de dos barrancos: el de Pollavia, que va del sudoeste, y el de Adons, que procede del sudeste. Su curso, fuertemente sinusoso, emprende la dirección general noroeste, y marca un profundo y estrecho valle, por el cual discurre la carretera N-260, paralela al río casi todo el trayecto.
El primer tramo, después de formarse, es en dirección norte, ligeramente nordeste, hasta que recibe la afluencia del barranco de Sallent por la derecha, el lugar donde había estado el Molino de Viu; en aquel momento comienza a decantarse hacia el noroeste, haciendo muchas curvas, y al cabo de poco también por la derecha recibe el barranco de los Torrentes. Ya claramente en dirección a poniente, recibe por la derecha el barranco de las Llongues, y al cabo de muy poco encuentra el desnivel que provoca el Salto del Agua, bien al norte del pueblo de Viu de Llevata.
Poco después recibe por la izquierda el barranco de Fontfreda. Vuelve a cambiar de dirección, ahora hacia el noroeste, y poco después por la izquierda recibe el barranco de Milves y enseguida, esta vez por la derecha, el barranco de Massivert. Llegando a los Prados de Massivert, encuentra por la derecha la Canal de la Moixa, y un tramo después el barranco de Malpàs, que significa el final de su recorrido, al formar los dos barrancos el Rivera del Convent.